# Księstwo Bar
Księstwo Bar (niem. Herzogtum Bar, fr. Duché de Bar ) – dawne księstwo znajdujące się na terytorium dzisiejszej Lotaryngii. Przez długi czas jego wschodnia część należała do Świętego Cesarstwa Rzymskiego, natomiast obszary na zachód od Mozy były lennem Francji. W 1738 zostało oddane przez Ludwika XV wraz z Lotaryngią Stanisławowi Leszczyńskiemu, a w 1766 powróciło do Francji.

## Historia
Hrabstwo Bar zostało utworzone około 950 przez Fryderyka I, brata biskupa Metzu, Adalbérona I. W 1354 cesarz Karol IV Luksemburski podnosi hrabstwo Luksemburga i hrabstwo Bar do rangi księstwa. I w ten sposób Robert I w wieku 13 lat stał się pierwszym księciem Bar. Przez jego ślub w 1364 z Marią z Francji, stał się zięciem króla Francji Jana II Dobrego.
W 24 października 1420 książę René I poślubił Izabelę, córkę i spadkobierczynię księcia Karola II z Lotaryngii. Przez traktat z Foug ustalono, że będzie on rządzić zarówno księstwem Bar, jak i księstwem Lotaryngii, lecz każde z nich zachowa swoją niezależność.
W 1483 księstwo utraciło Châtel-sur-Moselle oraz Bainville na rzecz Francji.
Księstwa Lotaryngii i Bar w tym czasie mają wspólne historię oraz władcę, przy którym używa się wyrażenia „Książę Lotaryngii (i Bar)”.
W 1729 księciem Lotaryngii został Franciszek I Lotaryński. 12 lutego 1736 roku w Wiedniu poślubił on arcyksiężniczkę austriacką Marię Teresę Habsburg, córkę cesarza rzymskiego Karola VI i Elżbiety Krystyny von Braunschweig-Wolfenbüttel. Warunkiem, pod jakim Karol VI zezwolił na to małżeństwo, było przekazanie Lotaryngii z Barem Stanisławowi Leszczyńskiemu. Miało to zakończyć polską wojnę sukcesyjną. W zamian Franciszek otrzymał tytuł wielkiego księcia Toskanii. W ten sposób Stanisław Leszczyński został księciem Lotaryngii i Bar w 1738. Po jego śmierci oba księstwa miały zostać włączone do Francji, co nastąpiło w 1766. W ten sposób księstwo Bar przestało istnieć.